# 再生戀
《再生戀》（英語：Another Time, Another Love）是香港亞洲電視製作的一部共15集電視劇，於1982年10月18日首播，由李兆華監製。主要演員有羅樂林、禢素霞、李影、盧愛蓮、金童等。這是電視台 (當時仍名為麗的電視)同年繼《天堂有路》後開拍的另一部以穿越時空為題材的電視劇。

## 演員表
- 羅樂林 飾 王俊文
- 金童 飾 江標
- 李影 飾 蔡月明
- 禢素霞 飾 周玲
- 盧愛蓮 飾 方淑美
- 曹達華 飾 馮伯強
- 胡學文 飾 Albert
- 袁愛珍 飾 Eva
- 凌文海 飾 鄭 Sir
- 凌禮文 飾 大師
- 王冬婷 飾 Sissy
- 吳回 飾 鍾伯